# 四谷丸太
四谷丸太（よつやまるた）、または高井戸丸太（たかいどまるた）とは、江戸時代から大正まで、四谷大木戸以西の農地で生産していた杉丸太のブランド名。

## 概要
1657年（明暦3年）の明暦の大火以降、四谷のにある全勝寺の境内にあった杉林の若木の皮を剥ぎ、船用の四谷丸太として出し、これにちなみ当地は「舟町」と呼ばれた。その後の需要を見越して四谷大木戸より西、朱引の外となる高井戸周辺の平坦地で杉の植林がはじまり、甲州みちを通って江戸・東京市中流通したとされる。
植林はここで産する杉丸太の特徴として、材は真っ直ぐ、円柱状で住宅の「化粧げた」として珍重された。弾力性があり、節がないため、河舟の舟竿にも重宝された。その間伐材は（あるいは主伐材も）足場丸太としても使われた。江戸後期の文政年間に描かれた『武蔵江戸図会』には「椙（すぎ）の丸太なり。細く長きこと竹の如し。上品にて吉野丸太と同じ」とあり、吉野杉に劣らないほどの品質を誇ったとされる。良材は四谷の銘木問屋が手を加え、床柱などで使う「磨（みがき）丸太」として高値で取引された。
明治の半ばから当地の杉が赤枯れ病に見舞われはじめて生産が衰え、青梅の杉が当地ブランドを名乗って出荷されていた時期があったが、震災や周辺地域の住宅化などのため完全に衰退した。
現在、杉並区立・高井戸丸太緑地（杉並区高井戸西2-17-2）に名を留めている。